# 자토이치 (1962년 영화)
자토이치(Zatoichi: The Life And Opinion Of Masseur Ichi, 座頭市物語)는 일본에서 제작된 미즈미 켄지 감독의 1962년 액션, 모험, 드라마 영화이다. 카츠 신타로 등이 주연으로 출연하였다.

## 출연

### 주연
- 카츠 신타로
- 반리 마사요
- 시마다 류조
- 미타무라 하지메
- 아마치 시게루

### 조연
- 마키 치토세
- 모리 이쿠코
- 야나기 에이지로
- 야마지 요시토
- 호리키타 유키오

## 제작진
- 원작자: 시모자와 칸
- 미술: 나이토 아키라